# Nyża w Baranich Schodkach II
Nyża w Baranich Schodkach II – jaskinia, a właściwie schronisko, w Dolinie Małej Łąki w Tatrach Zachodnich. Wejście do niej znajduje się w górnej części Baranich Schodów, poniżej Nyży w Baranich Schodkach I, na wysokości 1775 metrów n.p.m.  Długość jaskini wynosi 5 metrów, a jej deniwelacja 2,5 metrów.

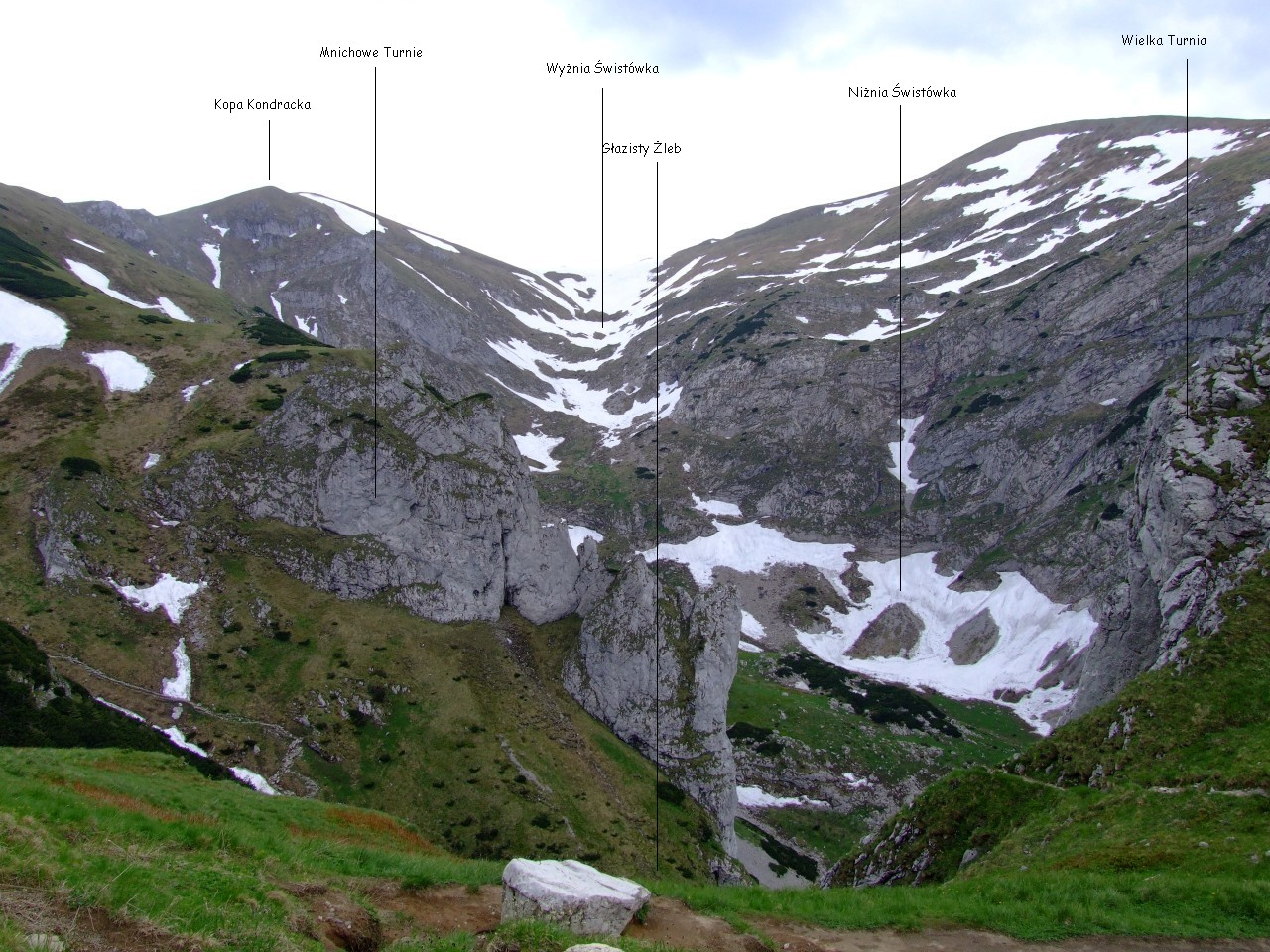
Dolina Małej Łąki. W śniegu powyżej Niżniej Świstówki Baranie Schody

## Opis jaskini
Jaskinię stanowi idący stromo do góry, szczelinowy korytarz zaczynający się w obszernym otworze wejściowym, a kończący ślepo po 5 metrach.

## Przyroda
W jaskini brak jest nacieków. Ściany są wilgotne, rosną na nich mchy, wątrobowce, glony i porosty.

## Historia odkryć
Jaskinia była prawdopodobnie znana od dawna. Jej pierwszy plan i opis sporządziła I. Luty przy pomocy J. Kowalskiego w 1999 roku.